# اس‌اس فرپورت (۱۹۴۱)
اس‌اس فرپورت (۱۹۴۱) (به انگلیسی: SS Fairport (1941)) یک زیردریایی بود که طول آن ۴۴۵ فوت ۰ اینچ (۱۳۵٫۶۴ متر) بود. این زیردریایی در سال ۱۹۴۱ ساخته شد.